# Clethra gelida
Clethra gelida är en tvåhjärtbladig växtart som beskrevs av Paul Carpenter Standley. Clethra gelida ingår i släktet Clethra och familjen Clethraceae. Inga underarter finns listade i Catalogue of Life.